# Cemil Can Ali Marandi
Cemil Can Ali Marandi (* 17. Januar 1998 in Ankara) ist ein türkischer Schachspieler.
Die europäische Jugendeinzelmeisterschaft konnte er mehrmals gewinnen: 2008 (U10), 2010 (U12), 2011 (U14), 2014 (U16) und 2015 (U18). Er spielte bei der Schacholympiade 2012 (für die 2. Mannschaft).
Ali Marandi studiert an der Universität in Saint Louis.
| Die zur Anzeige dieser Grafik verwendete Erweiterung wurde dauerhaft deaktiviert. Wir arbeiten aktuell daran, diese und weitere betroffene Grafiken auf ein neues Format umzustellen. (Mehr dazu) |